# Walpurgisnacht (Picture Palace Music)
Walpurgisnacht is een studioalbum van de Duitse muziekgroep Picture Palace Music (PPM). PPM is een band die veelal opereert binnen het genre elektronische muziek, maar de nadruk legt op het verbeelden van oude films op muziek. De band hangt op deze cd-r als los zand aan elkaar, niet elk lid speelt ook mee op elke track. De tracks 2 tot en met 5 hebben als aanduiding Nosferatu outtake meegekregen; het zouden dus overgebleven opnamen zijn van hun album Symphony for Vampires. De bijtitel verwijst naar Walpurgisnacht.

## Musici
- Thorsten Quaeschning –toetsinstrumenten (1), (2) en gitaar (3)
- Thorsten Spiller – toetsinstrumenten en gitaar (4)
- Vincent Quriam – gitaar (1)
- Sascha Beator – synthesizer (3)
- Don Wuttke – gitaar en synthesizer (2)
- lars J. lange – orkest (5)

## Composities
1. Mandrake flight (Quaeschning / Quriam)
2. Schrecks non vampiric….(Wuttke)
3. Spreading disease (Beator)
4. Waving goodbye, waving waving II (Spiller)
5. Borgo, Borgo (Lange)